# Ихљани
Ихљани (слч. Ihľany) насељено је мјесто са административним статусом сеоске општине (слч. obec) у округу Кежмарок, у Прешовском крају, Словачка Република.

## Становништво
| Година:    | 1994. | 2004.    | 2014.    | 2024.   |
| ---------- | ----- | -------- | -------- | ------- |
| Број људи: | 1154  | 1344     | 1498     | 1563    |
| Разлика:   |       | +16,46 % | +11,45 % | +4,33 % |

| Година:    | 2023. | 2024.   |
| ---------- | ----- | ------- |
| Број људи: | 1556  | 1563    |
| Разлика:   |       | +0,44 % |

Према подацима о броју становника из 2011. године насеље је имало 1.430 становника.